# 12 Uhr mittags kommt der Boß
12 Uhr mittags kommt der Boß ist ein DDR-Kriminalfilm, dessen Handlung laut Vorspann „frei nach Berichten der Kriminalpolizei“ gestaltet wurde. Er behandelt einen Mordfall im Milieu von Gold- und Juwelenschmugglern.

## Handlung
Auf der Autobahn fährt ein Auto ungebremst in eine Baustelle, der Fahrer stirbt, während der hinten sitzende Mitfahrer unverletzt bleibt. Doch statt ihm zu helfen, zündet er das auslaufende Benzin an, wodurch der Wagen in Flammen aufgeht, und flieht. Später schleicht er sich auf den Hof der Werkstatt, wohin der Wagen abgeschleppt wurde, schlägt den Wärter nieder und nimmt mehrere im Sitzpolster versteckte Pakete an sich. Beim Hinausgehen wird er jedoch von einem Passanten beobachtet.
Die Polizei beginnt ihre Ermittlungen: Im Auto werden Teile von Goldschmuck gefunden. Leutnant Kunze und seine Kollegin Lenz werden von ihrem Chef Lindner undercover zur Beerdigung des Opfers geschickt. Dort notieren sie die Autokennzeichen der Trauergäste, machen heimlich Fotos und stoßen so auf einen Freundeskreis von wohlhabenden Leuten, die ihr Geld unter anderem für Antiquitäten und Ferienhäuser an der Ostsee ausgeben. Auf einem Foto ist auch Thomas Lundas zu sehen, der als Täter vom Werkstatthof identifiziert wird und daher auch der Hauptverdächtige für den Mord ist.
Lundas arbeitet als Barkeeper. Lenz geht, wiederum undercover, in seine Bar, flirtet mit ihm und sichert mittels eines von ihm servierten Glases seine Fingerabdrücke. Diese stimmen mit den im Autowrack gefundenen Abdrücken überein, wodurch er als Mörder feststeht. Da Lindner aber glaubt, einem Ring von Goldschmugglern auf der Spur zu sein, lässt er Lundas noch nicht festnehmen. Der Schmuggler-Ring besteht aus verschiedenen Mittelsleuten, darunter zwei Bankangestellte, eine Schmuckverkäuferin, ein Arzt, ein Grundstücksmakler und der Besitzer eines Friseursalons. Die Abnehmer der Ware sitzen jedoch in Westberlin und in der Bundesrepublik.
Lundas wird observiert und sein Telefon abgehört. Für ein Treffen mit seinen westdeutschen Komplizen fährt er nach Berlin, doch die Polizei verfolgt ihn mittels eines am Auto versteckten Peilsenders. Bei einem Showdown im nächtlichen Volkspark Friedrichshain werden die beiden Komplizen festgenommen. Der anonyme „Boss“ des Unternehmens lässt daraufhin alle Schmuggel-Aktionen vorläufig einstellen.
Die Polizei versucht, Lundas nervös zu machen, damit er wieder mit dem Boss Kontakt aufnimmt. Da er diesen als einziger persönlich kennt, glaubt die Polizei, dass er in Gefahr schwebt, da der Boss ihn unschädlich machen könnte. Als Lundas seine Wohnung verlässt, schleicht sich der Boss hinein, um die Schmuggelware an sich zu nehmen und den Warmwasserboiler so unter Strom zu setzen, dass Lundas bei der nächsten Dusche durch einen elektrischen Schlag getötet würde. Die Polizei hat dies jedoch vorausgesehen und dem Boss eine Falle gestellt – es handelt sich um den Friseurmeister Stengler. Er und Lundas werden festgenommen.

## Erzählweise
Der Film ist kein klassischer Whodunit-Krimi, da der Zuschauer von der ersten Szene an Lundas als Täter kennt. Nur die Identität des Bosses bleibt bis zur Schluss-Szene unklar. Einen großen Raum nimmt die Darstellung von (für die damalige Zeit) hochmodernen Ermittlungsmethoden ein, etwa Peilsender, Nachtsichtgeräte oder die Neutronenaktivierungsanalyse des Goldes.
Der Film hat einige humoristische Elemente, besonders durch Rolf Herricht, der beim DDR-Publikum vor allem als Komiker beliebt war, in der Rolle des Leutnant Kunze.

## Produktion
Der vom DEFA-Studio für Spielfilme gedrehte Film hatte am 5. Dezember 1968 Premiere im Kino International in Berlin und lief am nächsten Tag in den Kinos der DDR an. Im folgenden Jahr war er auch in Ungarn und der Sowjetunion zu sehen. 1975 zeigte das DDR-Fernsehen den Film zum ersten Mal. 2021 wurde 12 Uhr mittags kommt der Boß mit Mitteln aus dem Förderprogramm Filmerbe durch die DEFA-Stiftung digital restauriert. Eine bereits angekündigte DVD-Veröffentlichung kam 2022 aufgrund der Insolvenz des Medienunternehmens Icestorm Entertainment nicht mehr auf den Markt. Der Film ist über den offiziellen DEFA-YouTube-Kanal DEFA-Filmwelt verfügbar.

## Rezeption
„Spannungsloser und künstlerisch unzulänglicher Kriminalfilm.“